# Grande Mago

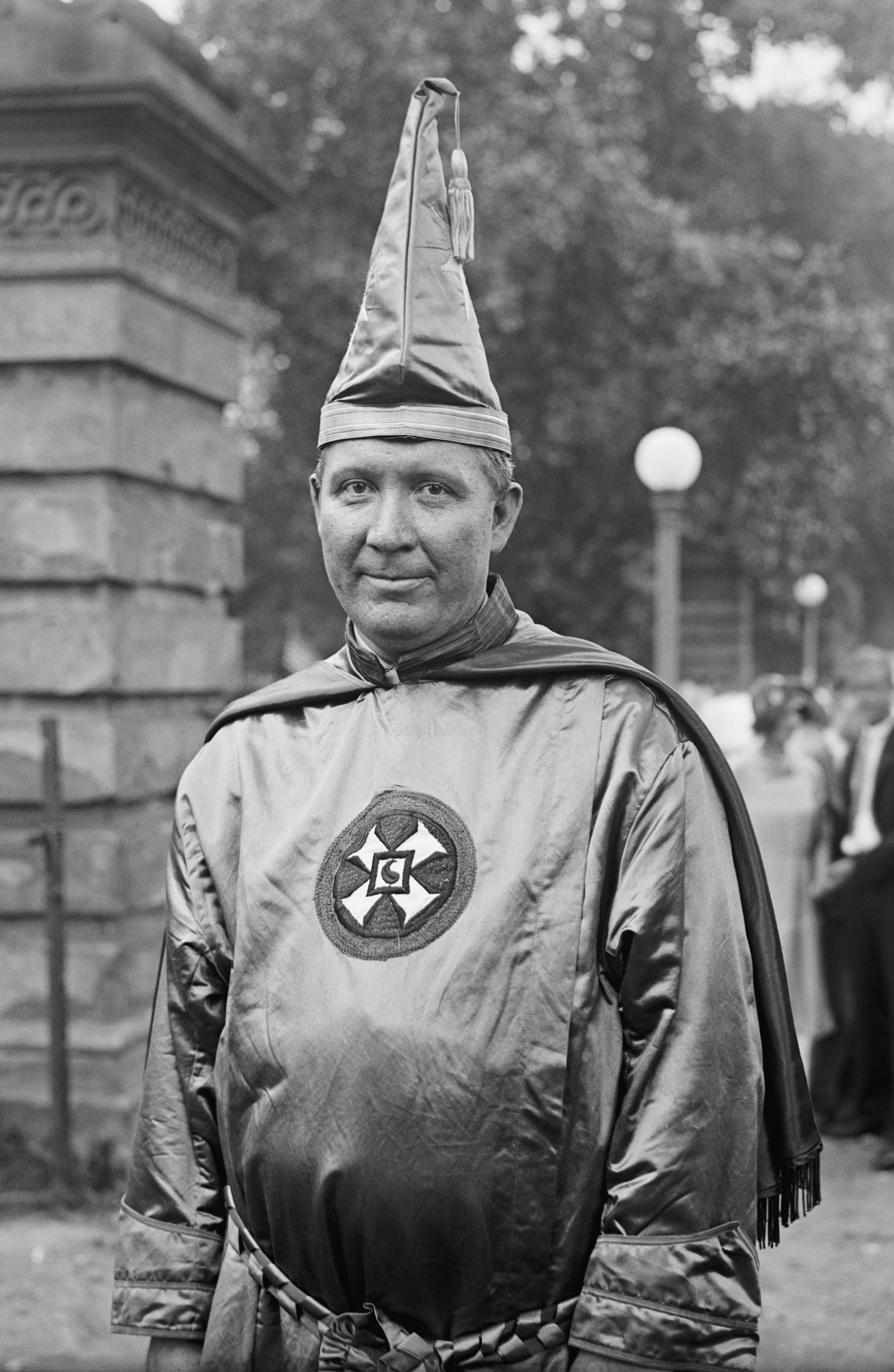
Hiram Wesley Evans, um Grande Mago entre 1922 à 1939

O Grande Mago (também conhecido como: Grande Mago Imperial, Mago Imperial ou Diretor Nacional e até mesmo pelo seu nome original "Grand Wizard") é o nome dado ao principal líder de diversas organizações da Ku Klux Klan (KKK) nos Estados Unidos e no resto do mundo. O título de "Grande Mago" foi usado pela primeira Klan, fundada em 1865 e existindo durante o período da Reconstrução americana até o ano de 1872.
Já no período da segunda Klan, essa fundada em 1915, o líder nacional passou a ser chamado de "Mago Imperial", vindo também com outras novas nomeações, os oficiais nacionais eram denominados como "oficiais imperiais" e os oficiais de estado ou do "reino" (Realm) eram chamados de "grandes oficiais".
Ainda tinha uma denominação para os lideres estaduais, sendo intitulado de "Grande Dragão" (Grand Dragon), que seira um membro da Klan com a classificação mais alta de um determinado estado americano.

## Líderes nacionais da Ku Klux Klan
Esta lista exclui os magos ou imperiais de facções que atuavam ou atuam de forma independente da Klan:

### A primeira Klan (1865-1872)
O KKK foi fundado por seis veteranos dos confederados em 1865, mas não elegeu nenhum mago até a chegada de Nathan Bedford Forrest, que se juntou ao grupo em 1867.
- Nathan Bedford Forrest, Grande Mago, 1867–1869,[4] Forrest renunciou apenas dois anos depois de sua nomeação em 1869 e ordenou a dissolução da KKK, embora o grupo permanecesse ativo por mais três anos, até 1872[5][6]

### A segunda Klan (1915-1944)
- William Joseph Simmons, Mago Imperial, segunda Klan, 1915–1922[7]
- Hiram Wesley Evans, Mago Imperial, segunda Klan, 1922–1939 [8]
- James A. Colescott, Mago Imperial, segunda Klan, 1939–1944; [9] Colescott dissolveu o KKK em 1944. [10]